# Округ Отава (Мичиген)
Округ Отава (енгл. Ottawa County) је округ у америчкој савезној држави Мичиген.

## Демографија
По попису из 2010. године број становника је 263.801, што је 25.487 (10,7%) становника више него 2000. године.
| Група             | 2000.           | 2010.           |
| Белци             | 211.058 (88,6%) | 226.156 (85,7%) |
| Афроамериканци    | 2.497 (1,0%)    | 3.874 (1,5%)    |
| Азијати           | 4.991 (2,1%)    | 6.738 (2,6%)    |
| Хиспаноамериканци | 16.692 (7,0%)   | 22.761 (8,6%)   |
| Укупно            | 238.314         | 263.801         |